# Eleonore Trefftz
Eleonore Trefftz (n. 15 august 1920, Aachen, Republica de la Weimar – d. 22 octombrie 2017, München, Germania) a fost o fiziciană germană, cunoscută pentru contribuțiile sale la fizica moleculară și fizica nucleară, cu aplicații la spectroscopie și astrofizică. A fost prima femeie membru permanent al Institutului Max Planck pentru Fizică și Astrofizică din München.